# Іхаб Хассан
Іхаб Хабіб Хассан (араб. إيهاب حبيب حسن; 17 жовтня 1925 — 10 вересня 2015) — американський літературний теоретик і письменник єгипетського походження.  Він був відомий популяризацією концепції постмодернізму в літературознавстві своєю впливовою книгою 1971 року «Розчленування Орфея: до постмодерної літератури». 

## Життєпис
Іхаб Хассан народився в Каїрі, Єгипет, і емігрував до США в 1946 році. Він був почесним професором Віласа в Університеті Вісконсіна-Мілуокі. Серед його праць такі впливові книги, як «Розчленування Орфея: На шляху до постмодерністської літератури» (1971, 1982), «Паракритика: Сім спекуляцій часу» (1975) та «Постмодерністський поворот: Есеї з постмодерністської теорії та культури» (1987). В останні роки життя він опублікував низку оповідань у різних літературних журналах. Перед смертю він завершив збірку «Зміна та інші оповідання». Він також написав понад 300 есеїв та рецензій на літературні та культурні теми і прочитав понад 500 публічних лекцій у Північній Америці, Європі, Азії, Африці, Австралії та Новій Зеландії.

## Модернізм та постмодернізм
У книзі «Розчленування Орфея» Хассан виклав відмінності між модернізмом і постмодернізмом.
| Модернізм                       | Постмодернізм                               |
| ------------------------------- | ------------------------------------------- |
| Романтизм / Символізм           | Патафізика / Дадаїзм                        |
| Форма (кон'юнктивна, закрита)   | Антиформа (диз'юнктивна, відкрита)          |
| Мета                            | Грати                                       |
| Дизайн                          | Шанс                                        |
| Ієрархія                        | Анархія                                     |
| Майстерність/Логос              | Виснаження/Тиша                             |
| Художній об'єкт / Готова робота | Процес/Виконання/Подія                      |
| Відстань                        | Участь                                      |
| Створення/Підсумовування        | Декреація/Деконструкція                     |
| Синтез                          | Антитеза                                    |
| Присутність                     | Відсутність                                 |
| Центрування                     | Розсіювання                                 |
| Жанр/Межа                       | Текст/Інтертекст                            |
| Семантика                       | Риторика                                    |
| Парадигма                       | Синтагма                                    |
| Гіпотаксис                      | Паратаксис                                  |
| Метафора                        | Метонімія                                   |
| Вибір                           | Комбінація                                  |
| Корінь / Глибина                | Кореневище / Поверхня                       |
| Інтерпретація/Читання           | Проти тлумачення / неправильного тлумачення |
| Означений                       | Означник                                    |
| Прийнятний (читацький)          | Скриптовий (письменницький)                 |
| Оповідь / Велика історія        | Антинаратив / Petite Histoire               |
| Головний код                    | Ідіолект                                    |
| Симптом                         | Бажання                                     |
| Тип                             | Мутант                                      |
| Генітальний/Фалічний            | Поліморфний/Андрогінний                     |
| Параноя                         | Шизофренія                                  |
| Походження / Причина            | Різниця-різниця / Слід                      |
| Бог Отець                       | Святий Дух                                  |
| Метафізика                      | Іронія                                      |
| Рішучість                       | Невизначеність                              |
| Трансцендентність               | Іманентність                                |

«Таблиця відмінностей між модернізмом і постмодернізмом» Хассана закінчується твердженням: «Проте дихотомії, які представляє ця таблиця, залишаються непевними, неоднозначними. Адже відмінності зміщуються, відкладаються, навіть руйнуються; поняття в будь-якій вертикальній колонці не є еквівалентними; а інверсії та винятки, як у модернізмі, так і в постмодернізмі, рясніють».

## Твори
Письмові твори Хассана включають:
- Radical Innocence: Studies in the Contemporary American Novel (1961)
- The Literature of Silence: Henry Miller and Samuel Beckett (1967)
- The Dismemberment of Orpheus: Toward a Postmodern Literature (1971, 1982)
- Paracriticisms: Seven Speculations of the Times (1975)
- The Right Promethean Fire: Imagination, Science, and Cultural Change (1980)
- Out of Egypt: Scenes and Arguments of an Autobiography (1985)
- The Postmodern Turn: Essays in Postmodern Theory and Culture (1987)
- Selves at Risk: Patterns of Quest in Contemporary American Letters (1990)
- Rumors of Change: Essays of Five Decades (1995)
- Between the Eagle and the Sun: Traces of Japan (1996)
- In Quest of Nothing: Selected Essays, 1998-2008 (2010)

## Академічні досягнення
- Guggenheim Fellowship (1958, 1962)
- Faculty of the School of Letters, Indiana University (1964)
- Faculty of the Salzburg Summer Seminars in American Studies (1965,1975)
- Senior Fulbright Lectureships (1966, 1974, 1975)
- Visiting Fellow at the Woodrow Wilson International Center for Scholars (1972)
- Senior Fellow at the Camargo Foundation in Cassis (1974–1975)
- Resident Scholar at the Rockefeller Study Center in Bellagio (1978)
- Senior Fellow at the Humanities Research Center in Canberra (1990, 2003)
- Resident Fellow at the Humanities Research Institute of the University of California, Irvine (1990)
- Faculty of the Stuttgart Summer Seminars in Cultural Studies (1991)
- Honorary degree: Faculty of Humanities at Uppsala University, Sweden[10] (1996)
- Honorary degree: University of Giessen (1999)
- Faculty of the Scandinavian Summer School of Literary Theory and Criticism in Karlskrona (2000, 2001, 2004).

Хассан також отримав нагороду Alumni Teaching Award та Honors Program Teaching Award в Університеті Вісконсіна в Мілуокі, де він викладав протягом 29 років.

## Зовнішні посилання

### Архівовані збірки
- Guide to the Ihab Hassan Papers. Special Collections and Archives, The UC Irvine Libraries, Irvine, California.

### Інше
- Official Website
- "Toward a Concept of Postmodernism" (1987)